# Clostridium celatum
Clostridium celatum è una specie di batterio appartenente alla famiglia delle Clostridiaceae.